# Carrollton, Mississippi
Carrollton là một thành phố thuộc quận Carroll, tiểu bang Mississippi, Hoa Kỳ. Năm 2010, dân số của thành phố này là 190 người.

## Dân số
- Dân số năm 2000: 408 người.
- Dân số năm 2010: 190 người.